# دومينيكو إردمان
دومينيكو إردمان (بالنرويجية البوكمول: Domenico Erdmann)‏ هو مصور ورسام نرويجي، ولد في 23 مارس 1879 في برغن في النرويج، وتوفي في 5 أكتوبر 1940 في أوسلو في النرويج.